# Fleetmark
Fleetmark is een plaats en voormalige gemeente in de Duitse deelstaat Saksen-Anhalt. Tegenwoordig is Fleetmark deel van de gemeente Arendsee in de Landkreis Altmarkkreis Salzwedel.
Fleetmark telt 811 inwoners.

## Geschiedenis
Fleetmark is op 1 april 1939 ontstaan door de samenvoeging van de toenmalige gemeenten Kallehne en Velgau.

## Indeling voormalige gemeente
De voormalige gemeente bestond uit de volgende Ortsteile:
- Fleetmark
- Lüge sinds 1-9-1992
- Molitz sinds 1-1-1973
- Störpke sinds 1-9-1992